# František Zenker
František Zenker, uváděn též jako Franz von Zenker nebo Franz svobodný pán von Zenker (6. srpna 1856 Kácov – 3. března 1925 Vídeň), byl rakousko-uherský, respektive předlitavský politik, v letech 1912–1916 ministr zemědělství Předlitavska.

## Životopis

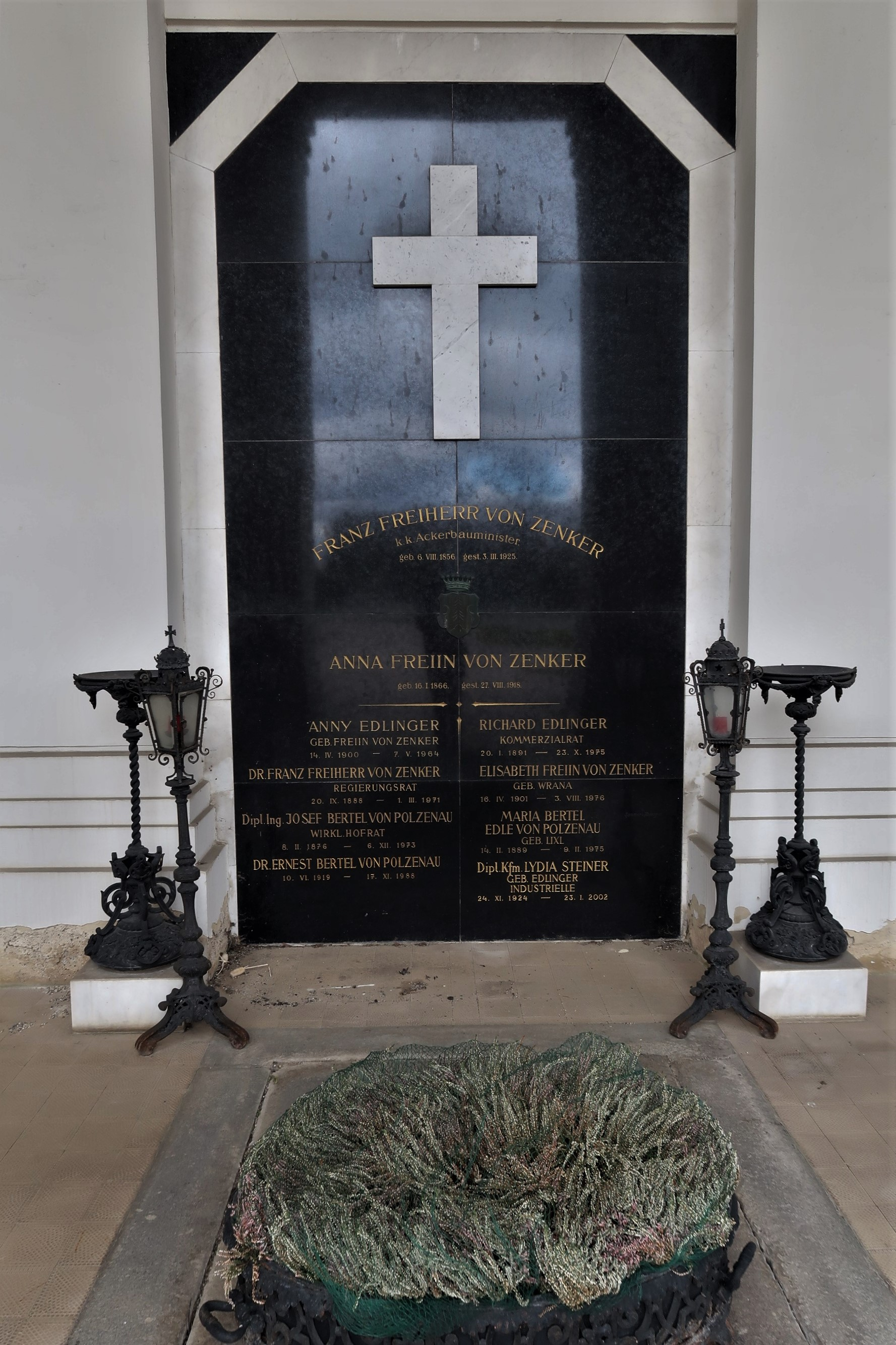
Hrobka rodiny Františka Zenkera v nových arkádách na Centrálním hřbitově ve Vídni

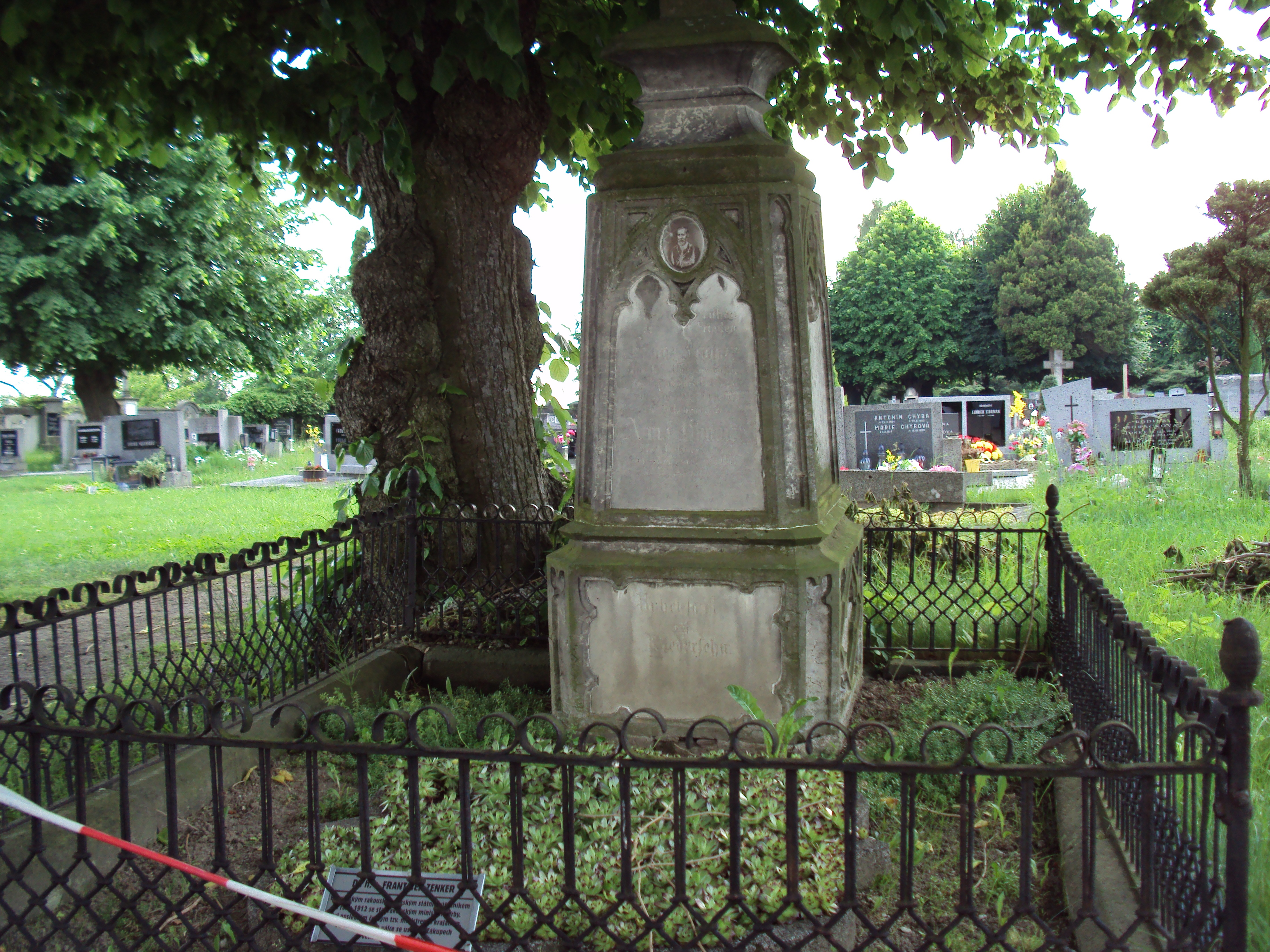
Hrob Zenkerů v Zákupech

Narodil se v rodině Františka Zenkera, c. k. důchodního na kácovském statku a matky Johanny, rozené Himerové. V roce 1878 ukončil studia práv v Praze a zúčastnil se jako záložní důstojník okupačního tažení v Bosně. Působil jako státní úředník a právník. V roce 1884 nastoupil na ministerstvu spravedlnosti. Byl šéfem prezidiální kanceláře ministerstva spravedlnosti za ministra Schönborna po dobu 12 let a následně i dalších ministrů. Když se Schönborn stal předsedou správního soudu, přešel Zenker na tento soud s ním, v roce 1908 se stal předsedou senátu správního soudu. Byl považován za experta na jazykové otázky v soudnictví v Čechách. Na správním soudu byl důvěrníkem českých ministrů a poslanců, kteří se snažili navýšil počet českých úředníků zasedajících v tomto důležitém soudním orgánu. 
Čestný doktor František Zenker se za vlády Karla Stürgkha dodatečně stal ministrem zemědělství. Odborné studie uvádějí, příchod ministra Františka Zenkera do čela ministerstva orby se obecně považoval za odměnu českých stran pro tohoto soudce. Funkci zastával od 20. září 1912 do 21. října 1916, kdy tato vláda skončila po atentátu na ministerského předsedu. Ministr Zenker byl v úřadě čtyři roky, to bylo na tehdejší poměry pokládáno za dlouhou dobu. Během ministerské funkce obdržel vyznamenání: tajný rada (25.1.1913, povýšení do stavu svobodných pánů (14.8.1916).  Agrárním kruhům vyhovovala politika ochranných cel, kterou ministr Zenker podporoval.
Po skončení 1. světové války se usadil v Zákupech a věnoval se zde zemědělskému podnikání. Ke konci života žil trvale v Polštýně, kde žil v ústraní. Pohřben byl roku 1926 ve Vídni  na Vídeňském centrálním hřbitově, místo značeno jako skupina NAR, číslo hrobu 72. V Zákupech se nachází hrob rodiny Zenkerů.